# آندرس برویجیلو
آندرس برویجیلو (انگلیسی: Andrés Lamas؛ زادهٔ ۱۶ ژانویهٔ ۱۹۸۴) بازیکن فوتبال اهل اروگوئه است که در پست مدافع میانی برای دفنسور اسپورتینگ بازی می‌کند.